# Manuel Moyano (escritor)
Manuel Moyano Ortega (Córdoba, 1963) es un escritor español.

## Biografía
Manuel Moyano nació en Córdoba en 1963, creció en Barcelona y en 1991 se estableció en Molina de Segura (Región de Murcia), donde reside.
La antropología, lo fantástico y el viaje son algunos de los intereses de este narrador de quien se ha destacado su “fuerte potencia expresiva” y su singular capacidad para “suspender la incredulidad del lector por razones de verosimilitud del propio relato”.
Con su primer libro, El amigo de Kafka (2001), editado por Pre-Textos con prólogo de Luis Mateo Díez, obtuvo el Premio Tigre Juan a la mejor primera obra narrativa publicada en España y fue elegido por El Mundo como uno de los 10 mejores debutantes del año.
Es autor de las novelas: El imperio de Yegorov (Finalista Premio Herralde 2014 y Premio Celsius en la Semana Negra de Gijón); La coartada del diablo (Premio Tristana de Novela Fantástica 2006, cuyos derechos fueron vendidos al cine para ser adaptada por Pedro Olea); La agenda negra (2016), El abismo verde (2017), La hipótesis Saint-Germain (Premio Carolina Coronado 2017) y Los reinos de Otrora (2019).

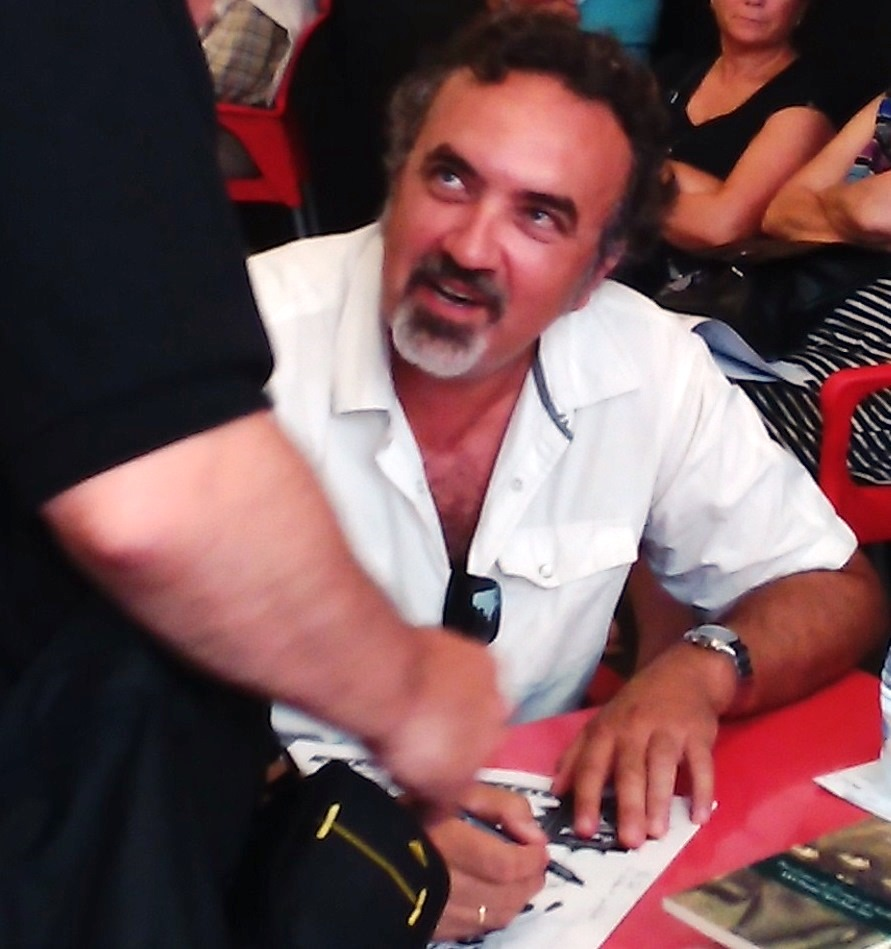
Manuel Moyano

Como cuentista ha publicado el citado El amigo de Kafka (2001), El oro celeste (2003) y El experimento Wolberg (2008), así como el libro de microrrelatos Teatro de ceniza (2011), con prólogo de Luis Alberto de Cuenca. Piezas de todos ellos figuran en las principales antologías publicadas recientemente en España.
Es también autor del volumen misceláneo La memoria de la especie (2005) y de los libros de viajes Travesía americana (2013), que narra un viaje en familia de una costa a otra de los Estados Unidos; Cuadernos de tierra (2020), que recoge más de quinientos kilómetros a pie por el Sureste de la península ibérica, y La frontera interior (2022), sobre un viaje a lo largo de Sierra Morena. Los títulos que componen su “trilogía antropológica” participan de la narrativa y del ensayo y son fruto de trabajos de campo en la Región de Murcia: Galería de apátridas (2004), El lobo de Periago (2005) y Dietario mágico (2002, 2015), que trata sobre la curandería.
Ha escrito las novelas para niños Aventuras del piloto Rufus (2017) y La colina del árbol hueco (2021), así como tres guías de senderismo en colaboración con Juan Antonio Moya: Tierras altas de Abanilla, Fortuna y Molina de Segura (2001), La Vereda Real (2002) y La Vereda de Poniente (2003).
Licenciado como ingeniero agrónomo por la Universidad de Córdoba, en la actualidad trabaja en la gestión cultural en el Ayuntamiento de Molina de Segura, donde dirige el ‘Premio Setenil al mejor libro de relatos publicado en España y el ciclo de conferencias ‘Escritores en su tinta’.
Ha escrito regularmente reseñas y artículos para los diarios La Verdad y La Opinión de Murcia y para la revista El Kraken, dirigida por Rafael Balanzá, y ha impartido talleres sobre escritura de relatos. Sus ensayos críticos y literarios están recogidos en Noventa libros y un film (2016) y Mamíferos que escriben (2018).
Es miembro de la Orden del Meteorito de Molina de Segura y Sátrapa Trascendente por el Institutum Pataphysicum Granatensis, regido por Ángel Olgoso.
Su novela El imperio de Yegorov ha sido traducida al neerlandés (Het rijk van Jegorov) y el libro de microrrelatos Teatro de ceniza al italiano (Teatro di cenere).

## Obras
Relatos
- El amigo de Kafka, prólogo de Luis Mateo Diez, editorial Pre-Textos, Valencia, 2001. ISBN 978-84-7564-218-5.
- El oro celeste, editorial Xordica, Zaragoza, 2003. ISBN 978-84-88920-87-4.
- El experimento Wolberg, editorial Menoscuarto, Palencia, 2008. ISBN 978-84-96675-27-8.
- La versión de Judas, editorial Talentura  (colección Relatos), octubre de 2024. ISBN: 978-84-127637-5-1

Microrrelatos
- Teatro de ceniza, prólogo de Luis Alberto de Cuenca, editorial Menoscuarto, Palencia, 2011. ISBN 978-84-96675-62-9.

Novelas
- La coartada del diablo, editorial Menoscuarto, Palencia, 2006. ISBN 978-84-96675-03-2.
- El imperio de Yegorov, editorial Anagrama, Barcelona, 2014. ISBN 978-84-339-9787-6.[5]
- La agenda negra, ilustrado por Enrique Oria, editorial Pez de Plata, Oviedo, 2016. ISBN 978-84-943070-4-1.
- El abismo verde, editorial Menoscuarto, Palencia, 2017. ISBN 978-84-15740-44-5
- La hipótesis Saint-Germain, editorial Algaida, Sevilla, 2017. ISBN 978-84-906784-1-1.
- Los Reinos de Otrora, ilustrado por Jesús Montoia, editorial Pez de Plata, Oviedo, 2019.  ISBN 978-84-949177-3-8

Ensayo
- Dietario mágico, editorial Nausícaä, Murcia, 2002. Reeditado en 2015 por La Fea Burguesía, Murcia, prólogo de Paco López Mengual. ISBN 978-84-942646-7-2.
- Galería de apátridas, prólogo de Luis García Mondéjar, editorial Nausícaä, Murcia, 2004. ISBN 978-84-96114-29-6.
- La memoria de la especie, editorial Xordica, Zaragoza, 2005. ISBN 978-84-96457-07-2.
- El lobo de Periago, ilustrado por Juan Navarro, editorial Natursport, Murcia, 2005. ISBN 978-84-933259-7-8.
- Travesía americana, editorial Nausícaä, Murcia, 2013. ISBN 978-84-940876-1-5.
- Noventa libros y un film, editorial MurciaLibro, Murcia, 2016. ISBN 978-84-15516-17-0
- Mamíferos que escriben, Newcastle Ediciones, 2018. ISBN 978-84-948480-1-8
- Cuadernos de tierra, editorial Menoscuarto, Palencia, 2020. ISBN 978-84-15740-62-9
- La frontera interior. Viaje por Sierra Morena, RBA Libros, Barcelona, 2022. ISBN 978-84-9187-581-9[6]
- Polvo en los zapatos, prólogo de Miguel Sánchez-Ostiz, Ediciones Menoscuarto, Palencia, 2023. ISBN 978-84-15740-94-0[7][8]

Literatura infantil
- Aventuras del piloto Rufus, ilustrado por Francisco Javier García Hernández, editorial Raspabook, Murcia, 2017. ISBN 978-84-947580-0-3.[9]
- La colina del árbol hueco, ilustrado por Francisco Javier García Hernández, Alfaqueque Ediciones, Cieza, 2021. ISBN 978-84-1239-541-9.

Guías (coescritas con Juan Antonio Moya)
- Tierras altas de Abanilla, Fortuna y Molina de Segura, editorial Natursport, 2001. ISBN 978-84-930677-9-3.
- La Vereda Real, editorial Natursport 2002. ISBN 978-84-932242-4-0.
- La Vereda de Poniente, editorial Natursport 2003. ISBN 978-84-933259-2-3.

Inclusiones en antologías (selección)
- Fábula rasa, editorial Enrique Turpin (Alfaguara, 2005). ISBN 978-84-204-6859-4.
- Macondo boca arriba, editorial Fernando Iwasaki (Universidad de México, 2006).
- Perturbaciones: antología del relato fantástico español actual, editorial Juan Jacinto Muñoz Rengel (Salto de Página, 2009). ISBN 978-84-936354-6-6.
- Siglo XXI: nuevos nombres del cuento español actual, editorial Gemma Pellicer y F. Valls (Menoscuarto, 2010). ISBN 978-84-96675-48-3.
- Por favor, sea breve 2, editorial Clara Obligado (Páginas de Espuma, 2009). ISBN 978-84-8393-011-3.
- Pequeñas resistencias 5, editorial Andrés Neuman (Páginas de Espuma, 2010). ISBN 978-84-8393-069-4.
- Mar de pirañas, editorial Fernando Valls (Menoscuarto, 2012). ISBN 978-84-96675-89-6.
- Antología del microrrelato español, editorial Irene Andres-Suárez (Cátedra, 2012). ISBN 978-84-376-3014-4.
- Después de Troya, editorial Antonio Serrano Cueto (Menoscuarto, 2015). ISBN 978-84-15740-19- 3.
- El año del virus. Relatos en cuarentena. Edición de Eloy M. Cebrián. Prólogo de Javier Sarti. Albacete: Los libros de El Problema de Yorick, 2020.[10]

## Reconocimientos
- 2002 Premio Tigre Juan a la mejor primera obra narrativa publicada en España por El amigo de Kafka.
- 2006 Premio Tristana de Novela Fantástica por La coartada del diablo.
- 2008 Premio Libro del Año Región de Murcia por El experimento Wolberg.
- 2014 Finalista Premio Herralde por El imperio de Yegorov.
- 2015 Premio Celsius a la mejor novela de Ciencia Ficción y Fantasía en la Semana Negra de Gijón por El imperio de Yegorov.
- 2016 Finalista Premio Mandarache de Jóvenes Lectores por El imperio de Yegorov.
- 2016 Premio Tertulia[11] por su trayectoria literaria.
- 2017 Finalista Premio Tristana de Novela Fantástica por El abismo verde.
- 2017 Premio de novela Carolina Coronado, por La hipótesis Saint Germain, convocado por el ayuntamiento de Almendralejo.
- 2019 Finalista Premio Amaltea de Fantasía, por Los reinos de Otrora.
- 2021 Premio Eurostars Hotels de Narrativa de Viajes, por La frontera interior. Viaje por Sierra Morena.